# Joffreville
Joffreville sau Ambohitra este o comună (în malgașă kaominina) în Madagascar. Acesta aparține districtului Antsiranana II, care face parte din Regiunea Diana. Conform  recensământului din 2009 populația orașului Joffreville era de 3532 locuitori.
Joffreville este deservit de un aeroport local. Învățământul secundar primar și junior sunt disponibile în oraș. Majoritatea de 90% din populație sunt fermieri, în timp ce alți 8% își primesc mijloacele de subzistență din creșterea animalelor. Cele mai importante culturi sunt liciile și legumele; de asemenea, bananele sunt un produs agricol important. Industria și serviciile asigură atât locuri de muncă pentru 1% din populație.

## Galerie

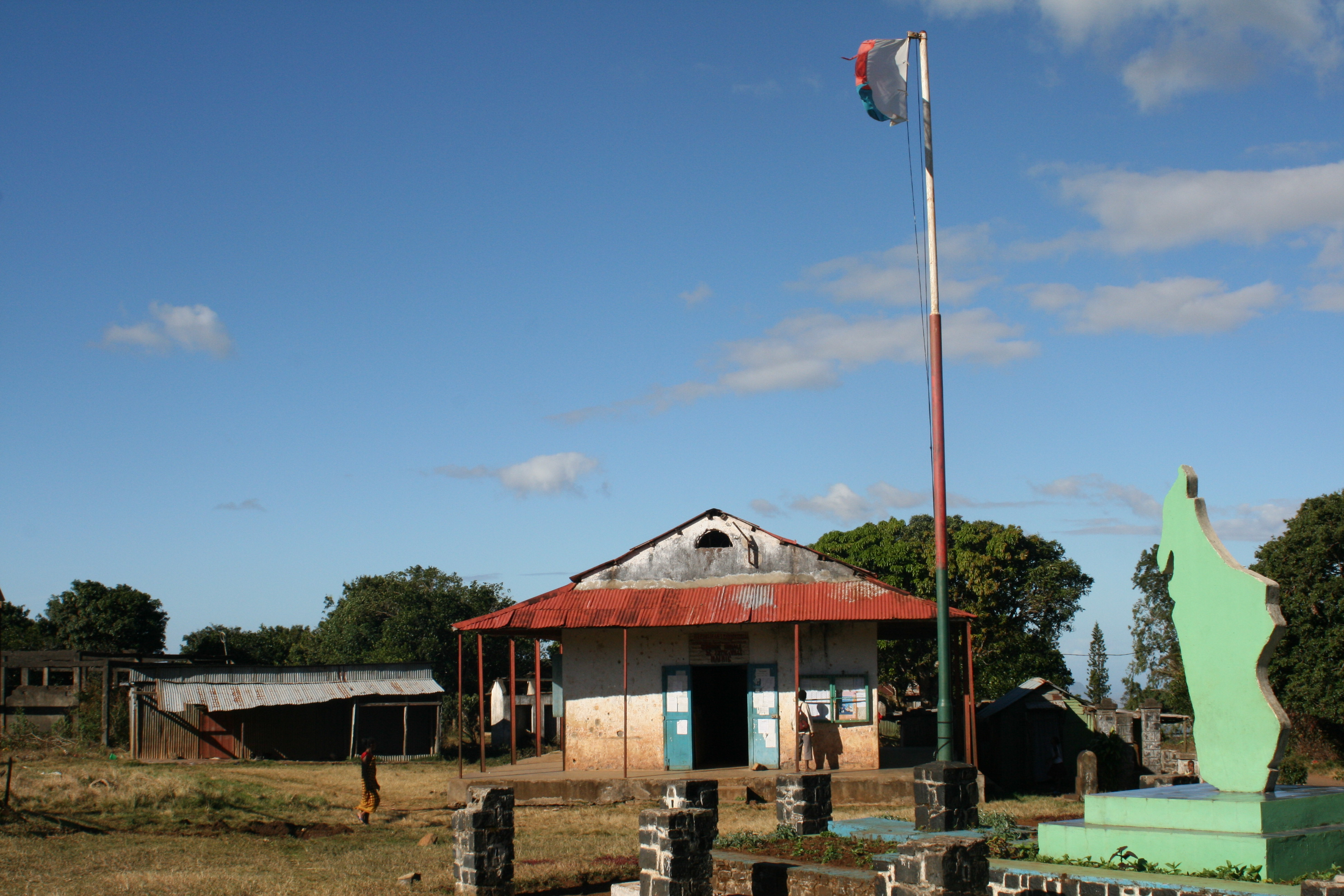
Primăria
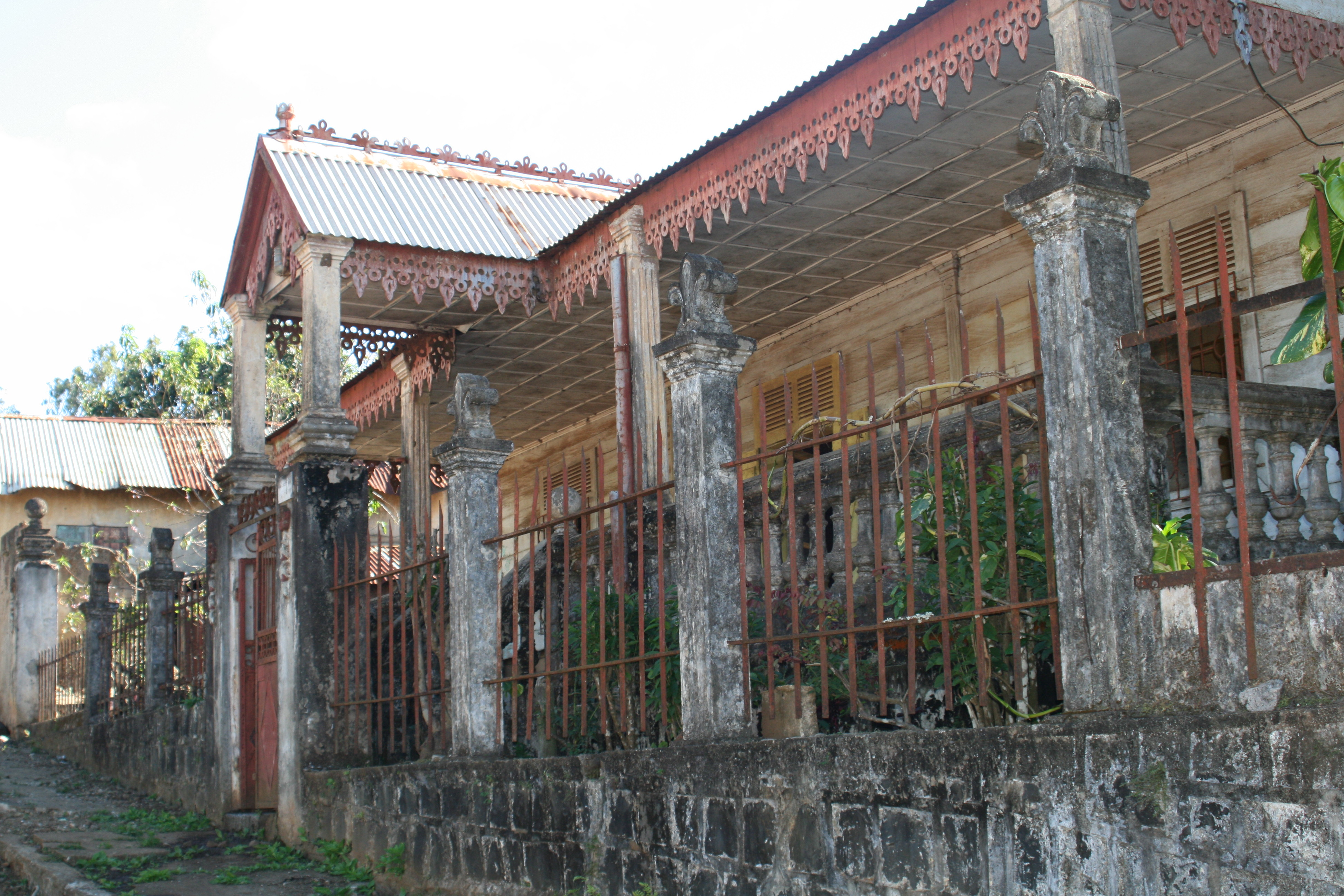
Casa colonială